# Toronto Marlboros
Die Toronto Marlboros waren eine kanadische Eishockeymannschaft aus Toronto, Ontario. Das Team spielte von 1904 bis 1989 unter anderem in einer der drei höchsten kanadischen Junioren-Eishockeyligen, der Ontario Hockey League (OHL).

## Geschichte
Die Toronto Marlboros wurden 1904 als Eishockeyabteilung des ein Jahr zuvor entstandenen Toronto Marlborough Athletic Club gegründet. Im Jahr 1927 wurde die Mannschaft von Conn Smythe gekauft, der es zum Farmteam seines anderen Clubs, der Toronto Maple Leafs machte. Ab diesem Zeitpunkt gehörten die Marlboros und die Maple Leafs stets gemeinsam einem Besitzer, wobei die eigentliche Partnerschaft der beiden Mannschaften 1967 endete, nachdem nur noch Seniorenteams als Kooperationspartner genommen wurden.
Stafford Smythe, der Sohn Conn Smythes, gründete 1961 die Metro Junior A League als Konkurrent zur Ontario Hockey Association (OHA), woraufhin die Marlboros sich dieser anschlossen. Die Liga wurde jedoch bereits nach zweijährigem Bestehen wieder aufgelöst, so dass die Mannschaft aus Toronto wieder in die OHA zurückkehrte, ehe sie 1980 Gründungsmitglied der Ontario Hockey League wurde, in der sie die folgenden neun Jahre spielte, ehe das Franchise aus finanziellen Gründen 1989 nach Hamilton, Ontario, umgesiedelt wurde, wo es anschließend unter dem Namen Dukes of Hamilton in der OHL aktiv ist.
Die Toronto Marlboros waren eine der besten kanadischen Juniorenmannschaften überhaupt mit sieben gewonnenen Memorial Cups und zehn gewonnenen J. Ross Robertson Cups. Bei den Memorial-Cup-Siegen 1955 und 1956 stand Hall of Famer Turk Broda als Cheftrainer hinter der Bande. Neben den Marlboros, die in der OHA und OHL aktiv waren, gab es noch mehrere weitere Mannschaften mit demselben Namen, unter anderem den Allan-Cup-Sieger von 1950.

## Ehemalige Spieler

### Hockey Hall of Fame
Die folgenden neun Spieler der Toronto Marlboros wurden in die Hockey Hall of Fame aufgenommen: Chief Armstrong, Charlie Conacher, Red Horner, Harvey Jackson, Joe Primeau, Bob Pulford, Brad Park, Steve Shutt und Carl Voss.

### NHL-Spieler
Folgende Spieler, die für die Toronto Marlboros aktiv waren, spielten im Laufe ihrer Karriere in der National Hockey League:
- Doug Acomb
- Douglas Adam
- Gary Aldcorn
- Mike Amodeo
- John Anderson
- Chief Armstrong
- Tim Armstrong
- Earl Balfour
- Fred Barrett
- Baz Bastien
- Bobby Baun
- Bill Berg
- Todd Bidner
- Jack Bionda
- Charles Blair
- Frank Boll
- Hugh Bolton
- Paulin Bordeleau
- Bruce Boudreau
- Wally Boyer
- Carl Brewer
- Ken Broderick
- Len Broderick
- Arnie Brown
- Al Buchanan
- Sean Burke
- Charlie Burns
- Bert Burry
- Mike Byers
- Terry Caffery
- Wayne Carleton
- Jacques Caron
- Andre Champagne
- Robert Cimetta
- Bill Collins
- Gary Collins
- Brian Conacher
- Charlie Conacher
- Bob Copp
- Mike Corrigan
- Yvon Corriveau
- Neal Coulter
- Glen Cressman
- Bob Dailey
- Bob Davidson
- Gerry Desjardins
- Kevin Devine
- Ernie Dickens
- Gary Dillon
- Wayne Dillon
- Gary Dineen
- Bruce Dowie
- Jim Drummond
- Dave Dryden
- Jerry Dupont
- Steve Durbano
- Darryl Edestrand
- Tom Edur
- Gary Edwards
- Ron Ellis
- Chris Evans
- George Ferguson
- Rick Foley
- Bob Fryday
- Dave Gardner
- Rob Garner
- Dudley Garrett
- Stewart Gavin
- Greg Gilbert
- Kenny Girard
- Brian Glennie
- Howie Glover
- Bob Goldham
- Glenn Goldup
- Hank Goldup
- Larry Goodenough
- Chris Govedaris
- Bob Gracie
- Pat Graham
- Reg Hamilton
- Gord Hannigan
- Ray Hannigan
- Nick Harbaruk
- Billy Harris (1935–2001)
- Billy Harris (* 1952)
- Bob Hassard
- Don Head
- John Henderson
- Murray Henderson
- Red Heron
- Paul Higgins
- Ike Hildebrand
- Paul Hoganson
- Red Horner
- Mark Howe
- Marty Howe
- Brent Hughes
- John Hughes
- Ron Hurst
- Brent Imlach
- Ron Ingram
- Art Jackson
- Harvey „Busher“ Jackson
- Gerry James
- Gary Jarrett
- Bill Johansen
- Trevor Johansen
- Bernie Johnston
- Greg Johnston
- Ross Johnstone
- Mike Kaszycki
- Rick Kessell
- Mike Kitchen
- Chris Kontos
- Les Kozak
- Neil Labatte
- Yvon Labre
- Steve Langdon
- Alex Levinsky
- Danny Lewicki
- Parker MacDonald
- Al MacNeil
- Norm Mann
- Moe Mantha
- Peter Marrin
- Jack Martin
- Tom Martin
- Dennis Maruk
- Wally Maxwell
- Tom McCarthy
- Dennis McCord
- John McCormack
- Bill McCreary junior
- Darwin McCutcheon
- Mike McEwen
- Donald McGregor
- Jim McKenny
- John McLellan
- Gerry Meehan
- Howie Menard
- Greg Meredith
- Bill Mitchell
- Red Mitchell
- Elwyn Morris
- Brian Murphy
- Mike Murphy
- Mark Napier
- Eric Nesterenko
- Bob Nevin
- Cam Newton
- Joe Noris
- Mike Nykoluk
- Peanuts O’Flaherty
- Dennis Owchar
- Mike Palmateer
- Jim Pappin
- Brad Park
- Mike Pelyk
- Jim Peplinski
- Fred Perlini
- Victor Posa
- Joe Primeau
- Ellie Pringle
- Bob Pulford
- Clare Raglan
- Mark Reeds
- Larry Regan
- Dave Reid
- Mike Richard
- Fred Robertson
- Mike Rowe
- Ron Rowe
- Enio Sclisizzi
- Rod Seiling
- Brit Selby
- Sean Shanahan
- Jack Shill
- Al Smith
- Gary Smith
- John Smrke
- Lorne Stamler
- George Standing
- Phil Stein
- Pete Stemkowski
- Gaye Stewart
- Ron Stewart
- Frank Sullivan
- Dale Tallon
- Steve Thomas
- Bill Thoms
- Jim Thomson
- Ray Timgren
- John Tonelli
- Steve Vickers
- Carl Voss
- Mike Walton
- Don Webster
- Steve Weeks
- Bill White
- Ron Wilson
- Bennett Wolf
- John Wright
- Peter Zezel

## Team-Rekorde

### Karriererekorde
Spiele: 263  Sean Davidson
Tore: 159  Gary Dillon
Assists: 216  Gary Dillon
Punkte: 375  Gary Dillon
Strafminuten: 886  Mike Rowe